# Parque Nacional Fulufjellet
O Parque Nacional Fulufjellet (em norueguês:  Fulufjellet nasjonalpark) é um parque nacional localizado em Trysil, Noruega, com uma área de cerca de 82.5 km2 (31.9 sq mi). Estabelecido em 24 de abril de 2012, a sua fronteira oriental fica ao longo da fronteira Noruega-Suécia e faz fronteira com o Parque Nacional Fulufjället da Suécia.